# Parastemon urophyllus
Parastemon urophyllus là một loài thực vật thuộc họ Chrysobalanaceae. Loài này có ở Ấn Độ, Malaysia, Myanmar, và Singapore.